# Jaka Bijol
Jaka Bijol, slovenski nogometaš, * 5. februar 1999, Slovenj Gradec.
Bijol je slovenski profesionalni nogometaš, ki igra na položaju branilca za angleški klub Leeds United in slovensko nogometno reprezentanco. Do sezone 2021/22 je igral na položaju obrambnega vezista.
Člansko kariero je začel pri klubu Rudar Velenje v prvi slovenski ligi, kjer je igral do junija 2018, ko je podpisal petletno pogodbo z ruskim klubom CSKA Moskva. Septembra 2020 so ga za eno sezono posodili v nemški klub Hannover 96 . Julija 2022 je podpisal petletno podobno za italijanski klub Udinese, vredno preko 4 milijone €.